# Le miracle de Grotenburg
Le miracle de Grotenburg en allemand Das Wunder von der Grotenburg, est connu comme un match de Coupe d'Europe entre le Bayer 05 Uerdingen et le Dynamo Dresde le 19 mars 1986 avec un rebondissement inattendu. Le Bayer Uerdingen avait perdu le match aller des quarts de finale de la Coupe d'Europe des vainqueurs de coupe 1985-1986 2 à 0 et était mené 3 à 1 à la mi-temps dans son stade, le Grotenburg-Stadion. Après une faute sur le gardien titulaire de Dresde, qui a mis fin à sa carrière, Uerdingen s'est miraculeusement qualifié pour les demi-finales en inscrivant six buts en deuxième mi-temps.
Le match avait un caractère particulier en tant que duel entre une équipe de l'Allemagne de l'Ouest et une de l'Allemagne de l'Est, après la rencontre le joueur de Dresde, Frank Lippmann passe à l'Ouest en laissant sa famille en RDA.

## Contexte
Le Bayer Uerdingen vainqueur de la Coupe d'Allemagne en 1985 se qualifie pour la Coupe d'Europe des vainqueurs de coupe 1985-1986, en quart de finale le club rencontre le Dynamo Dresde le vainqueur de la Coupe de RDA de football.
Uerdingen perd le match aller le 5 mars à Dresde 2 à 0. En raison de la règle des buts à l'extérieur en vigueur à l'époque, l'équipe de Krefeld devait remporter le match retour au Grotenburg-Stadion par au moins trois buts d'écart. Une victoire 2-0 aurait donné lieu à une prolongation. Tout autre résultat aurait éliminé Uerdingen.
S'agissant d'une rencontre germano-allemande, la deuxième chaîne de télévision (ZDF) a décidé de diffuser ce match en direct plutôt que le match simultané de Coupe des clubs champions européens entre le FC Bayern Munich et le RSC Anderlecht. Cette décision très controversée s'est avérée être un coup de chance, car elle a permis aux téléspectateurs d'assister à un match spectaculaire qui reste dans les mémoires comme le miracle de Grotenburg.

## Le match
Devant 22 000 spectateurs, dès la première minute du match, le joueur de Dresde Ralf Minge marque le premier but portant le score cumulé à 0-3. Après l'égalisation à la 13e minute par Wolfgang Funkel, les Allemands de l'Est marquent deux fois portant le score à 1-3 à la mi-temps, soit 1-5 sur l'ensemble des deux matchs. La première mi-temps est marquée par une faute brutale de Wolfgang Funkel à la 39e minute entraînant une fracture de l'épaule du gardien titulaire de Dresde, Bernd Jakubowski, qui a dû être remplacé à la mi-temps par l'inexpérimenté Jens Ramme.
Au début de la seconde période, Uerdingen avait besoin de cinq buts pour se qualifier, et des milliers de spectateurs ne croyant pas à un exploit quittent le stade. 
À la 58e minute, Wolfgang Funkel marque sur penalty à la suite d'une faute de Ralf Minge. Ce dernier marque cinq minutes plus tard contre son camp portant le score à 3-3, puis Wolfgang Schäfer à la 65e et Dietmar Klinger à la 78e minute portent le score à 5-3, à ce moment les deux clubs sont à égalité sur l'ensemble des deux matchs mais Dresde bénéficie de la règle des buts marqués à l'extérieur.
Wolfgang Funkel marque son troisième but sur penalty à la 79e minute, réalisant l'écart de trois buts que Uerdingen avait besoin pour se qualifier. Juste après, Dresde manque deux occasions franches par l'intermédiaire de Jörg Stübner et Ralf Minge, toutes deux contrées par le gardien d'Uerdingen, Werner Vollack. Wolfgang Schäfer a finalement mis fin au match avec une victoire 7-3 à la 86e minute.
Uerdingen se qualifie ainsi pour le tour suivant avec un score cumulé de 7-5 à l'issue des matches aller-retour.

## Après-match
L'entraîneur de Dresde, Klaus Sammer, fut plus tard démis de ses fonctions à cause de ce match et remplacé par Eduard Geyer. Ce fut le dernier des plus de 60 matchs de Coupe d'Europe disputés par Hans-Jürgen Dörner, joueur mythique du Dynamo Dresde. Pour le gardien de but du Dynamo, Bernd Jakubowski, la blessure subie lors de la faute a même entraîné une fin prématurée de sa carrière de joueur. 
Le joueur de Dresde Frank Lippmann a fait défection après le match et est resté en Allemagne de l'Ouest, laissant derrière le rideau de fer sa fiancée et un enfant de trois mois. Il réussira plus tard à les faire passer la frontière en les faisant transiter par la Hongrie avec l'aide de passeurs.
En demi-finale, Uerdingen affronte l'Atlético Madrid et serait éliminé (1-0 et 3-2).
La chaîne de télévision WDR a réalisé un documentaire sur le match, diffusé en avant-première le 10 décembre 2007 devant une centaine d'invités au Cinemaxx de Krefeld et diffusé à la télévision fin décembre.
Le site Sportsmole classe le match dans le top 10 des meilleurs matchs de football.